# جاكسبورو
جاكسبورو (بالإنجليزية: Jacksboro)‏ هي مدينة أمريكية تقع في ولاية تكساس.تبلغ مساحة هذه المدينة 17.6 (كم²)،ويبلغ عدد سكانها 4511 نسمة حسب إحصاء سنة 2010 م. تشير إحصاءات سنة 2000م بأن الكثافة السكانية في هذه المدينة تقدر بـ(300.6) نسمة/كم2.

## التركيبة السكانية
حدّد مكتب تعداد الولايات المتحدة بيانات التركيبة السكانية لجاكسبورو في تعداد الولايات المتحدة. في ما يلي، التركيبة السكانية حسب تعدادي 2000 و2010.

### تعداد عام 2000
بلغ عدد سكان جاكسبورو 4,533 نسمة بحسب تعداد عام 2000، وبلغ عدد الأسر 1,382 أسرة وعدد العائلات 955 عائلة مقيمة في المدينة. في حين سجلت الكثافة السكانية 216.4 نسمة لكل كيلومتر مربع (560.5/ميل2). وبلغ عدد الوحدات السكنية 1,559 وحدة بمتوسط كثافة قدره 74.4 لكل كيلومتر مربع (192.7/ميل2).
وتوزع التركيب العرقي للمدينة بنسبة 81.95% من البيض و10.46% من الأمريكيين الأفارقة و0.57% من الأمريكيين الأصليين و0.31% من الأمريكيين ذوي الأصول الآسيوية و0.02% من سكان جزر المحيط الهادئ و5.56% من الأعراق الأخرى و1.13% من عرقين مختلطين أو أكثر و10.74% من الهسبانيون أو اللاتينيون من أي عرق.
بلغ عدد الأسر 1,382 أسرة كانت نسبة 36.8% منها لديها أطفال تحت سن الثامنة عشر تعيش معهم، وبلغت نسبة الأزواج القاطنين مع بعضهم البعض 53.7% من أصل المجموع الكلي للأسر، ونسبة 11.7% من الأسر كان لديها معيلات من الإناث دون وجود شريك، بينما كانت نسبة 3.7% من الأسر لديها معيلون من الذكور دون وجود شريكة وكانت نسبة 30.9% من غير العائلات. تألفت نسبة 28.4% من أصل جميع الأسر من عدة أفراد يعيشون في نفس المنزل ونسبة 16.3% كانت تتألف من شخص يعيش بمفرده يبلغ من العمر 65 عاماً أو أكثر. وبلغ متوسط حجم الأسرة المعيشية 2.50، أما متوسط حجم العائلات فبلغ 3.06.
بلغ العمر الوسطي للسكان 34.8 عاماً. وكانت نسبة 21.6% من القاطنين تحت سن الثامنة عشر، وكانت نسبة 5.7% بين الثامنة عشر والرابعة والعشرين عاماً، ونسبة 20.3% كانت واقعةً في الفئة العمرية ما بين الخامسة والعشرين والرابعة والأربعين عاماً، ونسبة 16.1% كانت ما بين الخامسة والأربعين والرابعة والستين، ونسبة 12.4% كانت ضمن فئة الخامسة والستين عاماً فما فوق. يوجد لكل 100 أنثى 87.8 ذكر، ويوجد لكل 100 أنثى في الثامنة عشر من عمرها فما فوق 86.6 ذكر.
بلغ متوسط دخل الأسرة في المدينة 30,833 دولارًا، أما متوسط دخل العائلة فبلغ 36,759 دولارًا. وكان متوسط دخل الذكور 26,716 دولارًا مقابل 20,592 دولارًا للإناث. وسجل دخل الفرد الخاص بالمدينة 13,595 دولارًا. وكانت نسبة 12.2% من العائلات ونسبة 15% من السكان تحت خط الفقر، وكان من هؤلاء نسبة 17.5% تحت سن الثامنة عشر ونسبة 14.4% في الخامسة والستين من العمر وما فوق.

## معرض صور

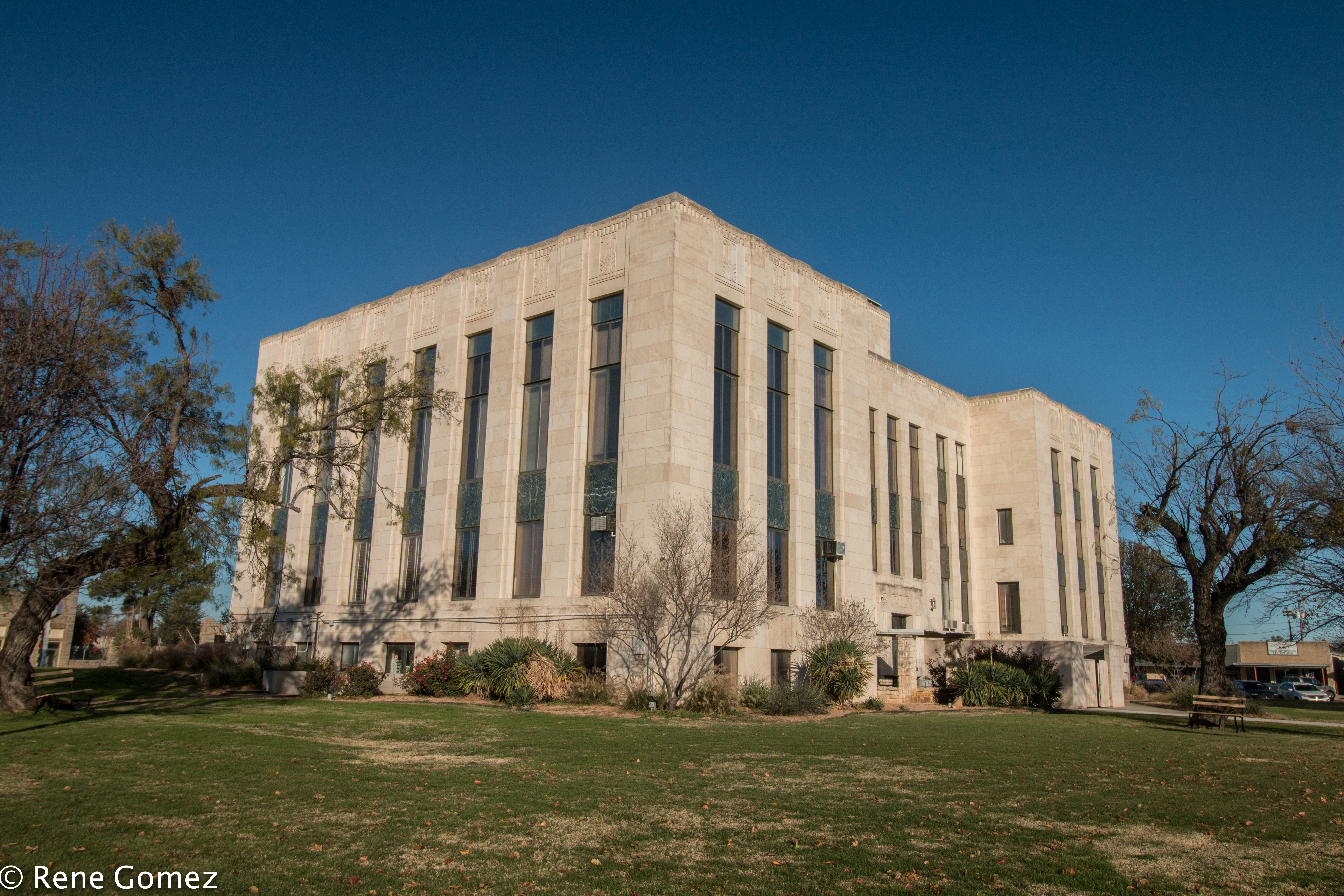
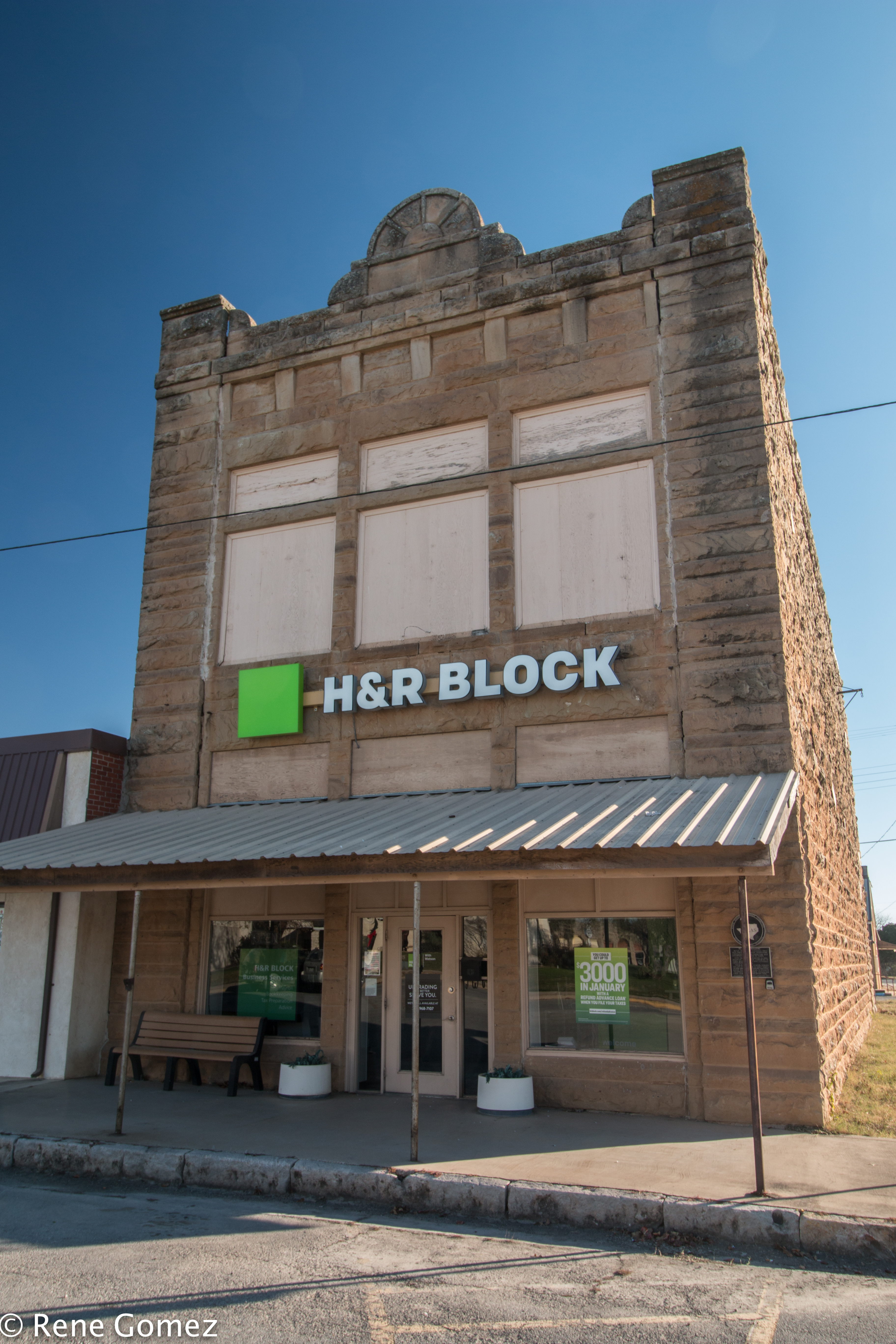
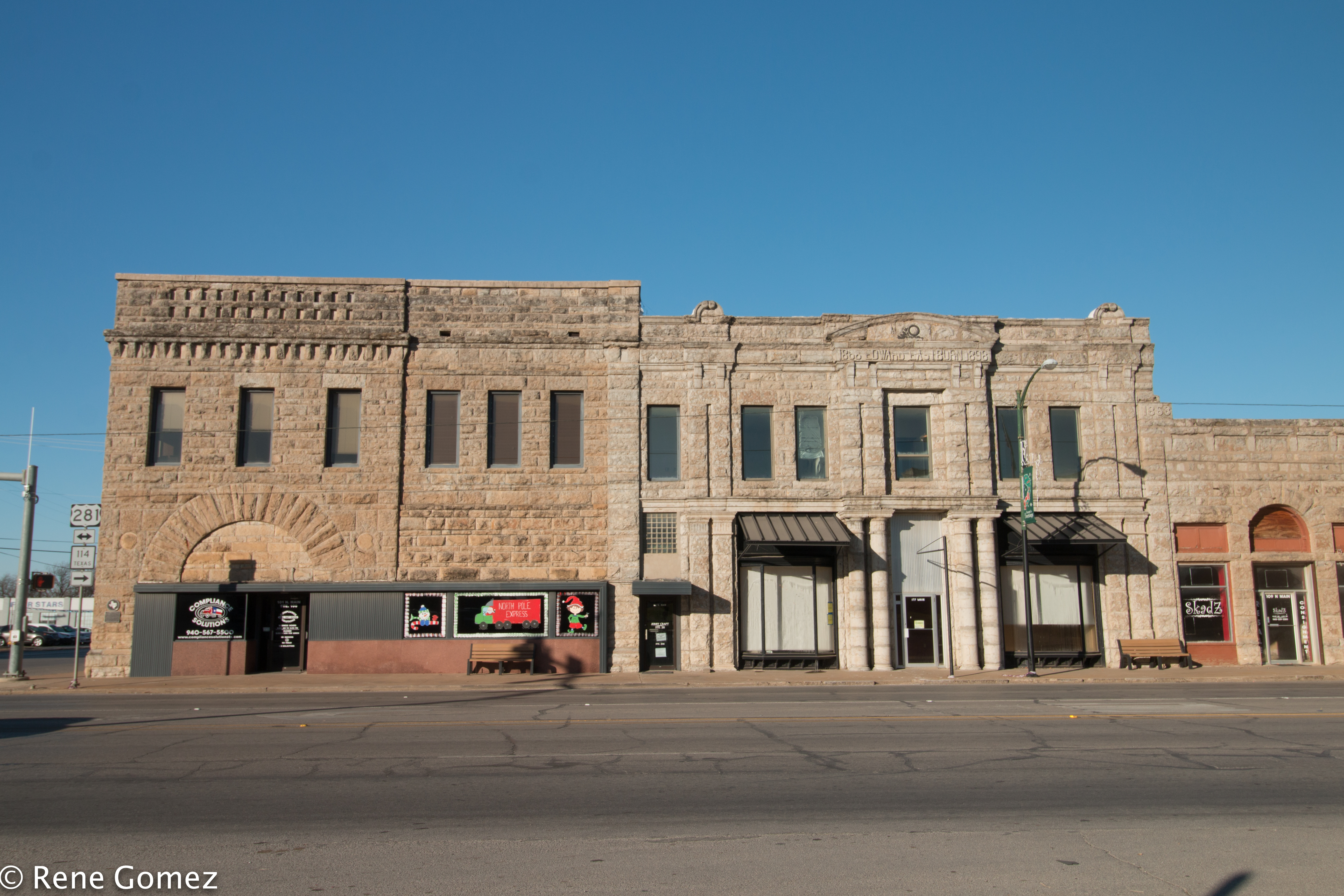
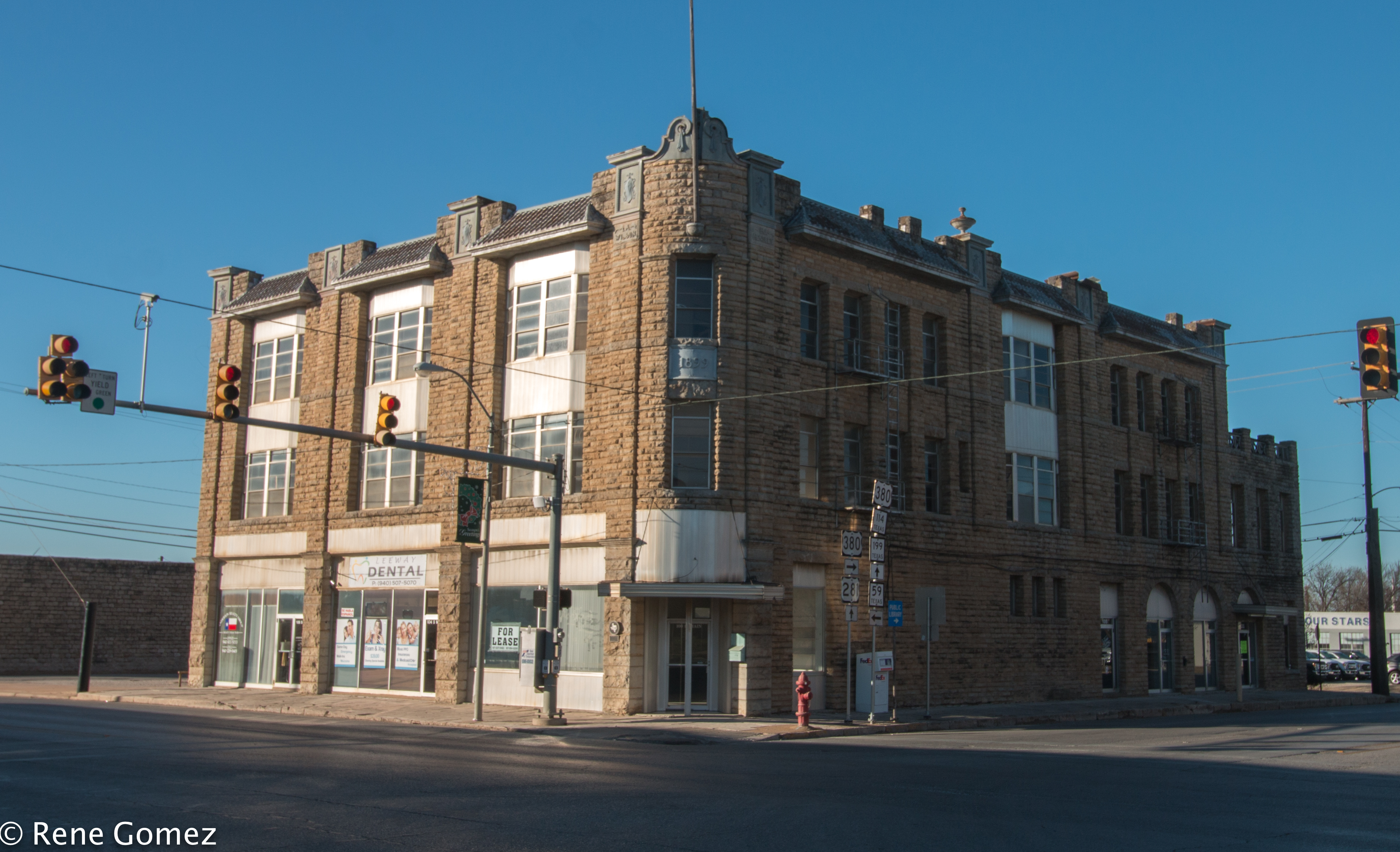
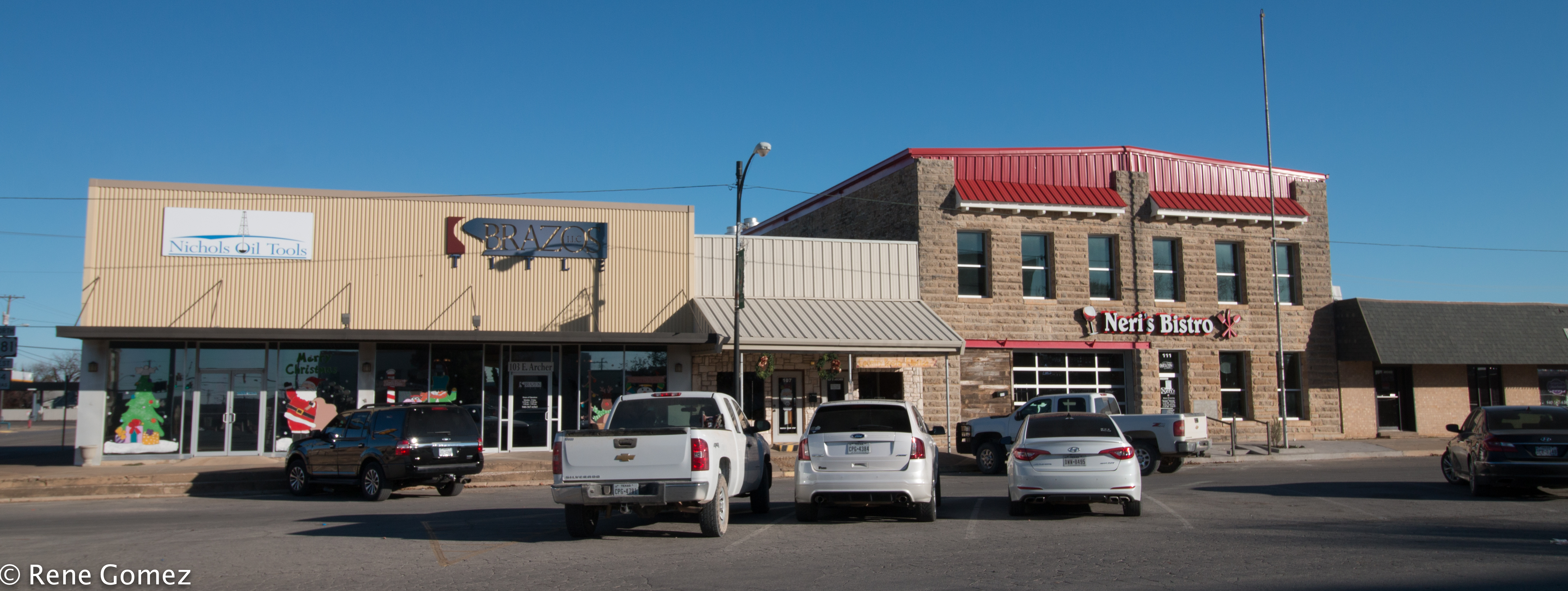

### تعداد عام 2010
بلغ عدد سكان جاكسبورو 4,511 نسمة بحسب تعداد عام 2010، وبلغ عدد الأسر 1,322 أسرة وعدد العائلات 879 عائلة مقيمة في المدينة. في حين سجلت الكثافة السكانية 215.3 نسمة لكل كيلومتر مربع (557.6/ميل2). وبلغ عدد الوحدات السكنية 1,588 وحدة بمتوسط كثافة قدره 75.8 لكل كيلومتر مربع (196.3/ميل2).
وتوزع التركيب العرقي للمدينة بنسبة 80.03% من البيض و7.25% من الأمريكيين الأفارقة و0.78% من الأمريكيين الأصليين و0.47% من الأمريكيين ذوي الأصول الآسيوية و10.53% من الأعراق الأخرى و0.95% من عرقين مختلطين أو أكثر و19.86% من الهسبانيون أو اللاتينيون من أي عرق.
بلغ عدد الأسر 1,322 أسرة كانت نسبة 35.2% منها لديها أطفال تحت سن الثامنة عشر تعيش معهم، وبلغت نسبة الأزواج القاطنين مع بعضهم البعض 49.5% من أصل المجموع الكلي للأسر، ونسبة 11.6% من الأسر كان لديها معيلات من الإناث دون وجود شريك، بينما كانت نسبة 5.4% من الأسر لديها معيلون من الذكور دون وجود شريكة وكانت نسبة 33.5% من غير العائلات. تألفت نسبة 29.9% من أصل جميع الأسر من عدة أفراد يعيشون في نفس المنزل ونسبة 15.6% كانت تتألف من شخص يعيش بمفرده يبلغ من العمر 65 عاماً أو أكثر. وبلغ متوسط حجم الأسرة المعيشية 2.55، أما متوسط حجم العائلات فبلغ 3.18.
بلغ العمر الوسطي للسكان 35.0 عاماً. وكانت نسبة 20.5% من القاطنين تحت سن الثامنة عشر، وكانت نسبة 12.8% بين الثامنة عشر والرابعة والعشرين عاماً، ونسبة 31.4% كانت واقعةً في الفئة العمرية ما بين الخامسة والعشرين والرابعة والأربعين عاماً، ونسبة 22.6% كانت ما بين الخامسة والأربعين والرابعة والستين، ونسبة 12.7% كانت ضمن فئة الخامسة والستين عاماً فما فوق. وتوزع التركيب الجنسي للسكان بنسبة 60.5% ذكور و39.5% إناث.

## أعلام
- آبي مارتن
- داريل ليستير